# 기타큐슈 지방
기타큐슈 지방(일본어: 北九州地方)은 후쿠오카현이 설정한 후쿠오카현의 4대 지역(기타큐슈 지구, 후쿠오카 지방, 지쿠호 지방, 지쿠고 지방)의 하나이며, 후쿠오카현 북동부에 위치한다.

## 구성 자치체
- 기타큐슈시
- 게이치쿠 지방
  - 유쿠하시시
  - 부젠시
  - 미야코군 (후쿠오카현)
    - 간다정
    - 미야코정

  - 지쿠조군
    - 지쿠조정
    - 고게정
    - 요시토미정
- 온가 지방
  - 나카마시
  - 온가군
    - 미즈마키정
    - 아시야정
    - 온가정
    - 오카가키정

## 지리
기타큐슈 지방에서는 서부와 동부가 문화·생활권 등이 약간 다른 경우가 있다. 이는 서부 지역(기타큐슈시 도바타구·야하타니시구·야하타히가시구·와카마쓰구, 나카마시, 온가군)은 옛 지쿠젠국에 속하고, 동부 지역(기타큐슈시 고쿠라키타구·고쿠라미나미구·모지구, 유쿠하시시,부젠시, 미야코군 (후쿠오카현), 지쿠조군)은 옛 부젠국에 속했기 때문이다. 기타큐스 지방에서 사용하는 기타큐슈 방언도 서부와 동부에서 다른 부분이 있으며, 기타큐슈 지방 남동부의 부젠시, 지쿠조군 동부는 오이타현 나카쓰시의 경제권(나카쓰 도시권)에 속해 오이타현 방언(나카쓰 방언, 오이타 방언)의 특징이 나타나기도 한다. 또한 기타큐슈시를 제외한 동부 지역은 "게이치쿠"(京築), 서부 지역은 "온가"(遠賀)라고 부르며, 게이치쿠 지역에서는 북부를 "미야코 지역"(京都地域), 남부를 "호치쿠 지역"(豊築地域)으로 나누기도 한다.